# Fulgurodes sartinaria
Fulgurodes sartinaria är en fjärilsart som beskrevs av Achille Guenée 1858. Fulgurodes sartinaria ingår i släktet Fulgurodes och familjen mätare. Inga underarter finns listade i Catalogue of Life.